# Министр иностранных дел Испании
Министр иностранных дел, ЕС и международного сотрудничества Испании (исп. Ministro de Asuntos Exteriores y de Cooperación de España) — важнейший министерский пост в Правительстве Испании, отвечающий за внешнюю политику страны. Глава министерства иностранных дел и международного сотрудничества Испании. С 1714 года по 1833 год должность официально называлась «первый государственный секретарь Испании». C 1833 года по 1938 год должность носила наименование «государственный министр Испании». С 1938 года по 2004 год должность называлась «министр иностранных дел Испании». C 2004 года должность называется «министр иностранных дел и международного сотрудничества Испании». С 12 июля 2021 года пост занимает Хосе Мануэль Альбарес.

## Министерство иностранных дел и международного сотрудничества Испании
Министру подчиняются четыре заместителя в ранге Государственных секретарей, возглавляющие Государственный секретариат иностранных дел, Государственный секретариат по вопросам Европейского союза, Государственный секретариат по международному сотрудничеству и Государственный секретариат по связям с Ибероамерикой.
Министерство иностранных дел координирует свою деятельность с королевским двором по поводу дипломатической деятельности на международном уровне. Кроме того Министр иностранных дел по должности является Канцлером ордена Изабеллы Католической (главная «дипломатическая» награда Испании), великим магистром этого ордена является король Испании.

## Министры иностранных дел Испании

### Министры иностранных дел Испании Второй Реставрации Бурбонов (1885—1931)
- Сегисмундо Морет-и-Прендергаст (27 ноября 1885 — 14 июня 1888)
- Антонио Агилар-и-Корреа (14 июня 1888 — 5 июля 1890)
- Карлос Мануэль О’Доннель Альварес-и-Абреу (5 июля 1890 — 11 декабря 1892)
- Антонио Агилар-и-Корреа (11 декабря 1892 — [5 апреля 1893)
- Сегисмундо Морет-и-Прендергаст (5 апреля 1893 — 4 ноября 1894)
- Алехандро Грусар-и-Гомес де ла Серна (4 ноября 1894 — 23 марта 1895)
- Карлос Мануэль О’Доннель Альварес-и-Абреу ([23 марта 1895 — 19 января 1896)
- Хосе Элдуайен Горрити (19 января — 5 марта 1896)
- Карлос Мануэль О’Доннель Альварес-и-Абреу (5 марта 1896 —4 октября 1897)
- Пио Гульон Иглесиас (4 октября 1897 — 18 мая 1898)
- Хосе Гутьеррес Агуэра (18—24 мая 1898)
- Хуан Мануэль Санчес-и-Гутьеррес де Кастро (24 мая 1898 — 4 марта 1899)
- Франисиско Сильвела Ле Вьельэусе (4 марта 1899 — 18 апреля 1900)
- Вентура Гарсия Санхо Ибаррондо (18 апреля 1900 — 6 марта 1901)
- Хуан Мануэль Санчес-и-Гутьеррес де Кастро (6 марта 1901 — 6 декабря 1902)
- Буэнавентура Абарсуса Феррер (6 декабря 1902 — 20 июля 1903)
- Мануэль Мариятегуи-и-Виниальс (20 июля — 5 декабря 1903)
- Фаустино Родригес Сан Педро (5 декабря 1903 — 16 декабря 1904)
- Вентура Гарсия Санхо Ибаррондо (16 декабря 1904 — 27 января 1905)
- Венсеслао Рамирес де Вильяуррутия (27 января — 23 июня 1905)
- Фелипе Санчес Роман (23 июня — 31 октября 1905)
- Пио Гульон Иглесиас (31 октября — 1 декабря 1905)
- Хуан Мануэль Санчес-и-Гутьеррес де Кастро (1 декабря 1905 — 23 июня 1906)
- Эмилио де Охеда-и-Перпиньян (23 июня — 1 июля 1906)
- Хуан Перес Кабальеро-и-Феррер (1—6 июля 1906)
- Пио Гульон Иглесиас — (6 июля — 30 ноября 1906)
- Хуан Перес Кабальеро-и-Феррер (30 ноября 1906 — 25 января 1907)
- Мануэль Альендесаласар Муньос (25 января 1907 — 21 октября 1909)
- Хуан Перес Кабальеро-и-Феррер (21 октября 1909 — 9 февраля 1910)
- Мануэль Гарсия Прието (9 февраля 1910 — 31 декабря 1912)
- Хуан Наварро Ревертер (31 декабря 1912 — 13 июня 1913)
- Антонио Лопес Муньос (13 июня — 27 октября 1913)
- Сальвадор Бермудес де Кастро-и-О’Лавлор, маркиз де Лема (27 октября 1913 — 9 декабря 1915)
- Мигель Вильянуэва-и-Гомес (9 декабря 1915 — 25 февраля 1916)
- Альваро де Фигероа-и-Торрес, граф Романонес (25 февраля — 30 апреля 1916)
- Амалио Химено-и-Кабаньяс (30 апреля 1916 — 19 апреля 1917)
- Хуан Альварадо-и-дель-Сас (19 апреля — 11 июня 1917)
- Сальвадор Бермудес де Кастро-и-О’Лавлор, маркиз де Лема — (11 июня — 3 ноября 1917)
- Мануэль Гарсия Прието (3 ноября 1917 — 22 марта 1918)
- Эдуардо Дато Ирадиер (22 марта — 9 ноября 1918)
- Альваро де Фигероа-и-Торрес, граф Романонес (9 ноября 1918 — 15 апреля 1919)
- Мануэль Гонсалес Онтория (15 апреля — 20 июля 1919)
- Сальвадор Бермудес де Кастро-и-О’Лавлор, маркиз де Лема — (20 июля 1919 — 14 августа 1921)
- Мануэль Гонсалес Онтория (14 августа 1921 — 8 марта 1922)
- Хоакин Фернандес Прида (8 марта — 4 декабря 1922)
- Франсиско Бергамин Гарсия (4—7 декабря 1922)
- Мануэль Гарсия Прието (7 декабря 1922 — 15 сентября 1923)
- Фернандо Эспиноса де лос Монтерос-и-Бермехильо — (15 сентября 1923 — 3 декабря 1925)
- Хосе де Янгуас-и-Мессия (3 декабря 1925 — 20 февраля 1927)
- Мигель Примо де Ривера (20 февраля 1927 — 30 января 1930)
- Хакобо Фиц-Джеймс Стюарт-и-Фалько, герцог де Альба (30 января 1930 — 18 февраля 1931)
- Альваро де Фигероа-и-Торрес, граф Романонес (18 февраля — 14 апреля 1931

### Министры иностранных делВторой Испанской Республики(1931—1938)
- Алехандро Леррус Гарсия (14 апреля — 16 декабря 1931)
- Луис де Сулуэта-и-Эсколано (16 декабря 1931 — 16 июня 1933)
- Фернандо де лос Риос Уррути (16 июня — 12 сентября 1933)
- Клаудио Санчес-Альборнос-и-Мендуинья (12 сентября — 16 декабря 1933)
- Леандро Пито Ромеро (16 декабря 1933 — 4 октября 1934)
- Рикардо Сампер Ибаньес (4 октября — 16 ноября 1934)
- Хуан Хосе Роха Гарсия (16 ноября 1934 — 25 сентября 1935)
- Алехандро Лерру Гарсия (25 сентября — 29 октября 1935)
- Хосе Мартинес де Веласко (29 октября — 30 декабря 1935)
- Хоакин Урсаис Кадаваль (30 декабря 1935 — 19 февраля 1936)
- Аугусто Барсия Трельес (19 февраля — 19 июля 1936)
- Хустинo де Аскарете-и-Флорес (19 июля 1936)
- Аугусто Барсия Трельес (19 июля — 4 сентября 1936)
- Хулио Альварес дель Вайо (4 сентября 1936 — 17 мая 1937)
- Хосе Хираль Перейра (17 мая 1937 — 5 апреля 1938)
- Хулио Альварес дель Вайо (5 апреля 1938 — 5 марта 1939)
- Хулиан Бестейро (5 марта — 30 апреля 1939)

### Министры иностранных дел в периоддиктатурыгенералиссимусаФранко(1938—1975)
- Франсиско Гомес-Хордана Соуса (31 января 1938 — 3 августа 1939)
- Хуан Луис Бейгбедер-и-Атьенса (3 августа 1939 — 16 октября 1940)
- Рамон Серрано Суньер (16 октября 1940 — 3 сентября 1942)
- Франсиско Гомес-Хордана Соуса (3 сентября 1942 — 3 августа 1944)
- Хосе Феликс де Лекерика (3 августа 1944 — 20 июля 1945)
- Альберто Мартин-Артахо (20 июля 1945 — 25 февраля 1957)
- Фернандо Мария де Кастиэлья (25 февраля 1957 — 29 октября 1969)
- Грегорио Лопес Браво (29 октября 1969 — 11 июня 1973)
- Лауреано Лопес Родо (11 июня 1973 — 30 января 1974)
- Педро Кортина Маури (30 января 1974 — 11 декабря 1975)

### Министры иностранных делКоролевства Испаниис 1975
- Хосе Мария де Ареильса (11 декабря 1975 — 7 июля 1976);
- Марселино Ореха Агирре (7 июля 1976 — 8 сентября 1980);
- Хосе Педро Перес Льорка (8 сентября 1980] — 2 декабря 1982);
- Фернандо Моран Лопес (2 декабря 1982 — 4 июля 1985);
- Франсиско Фернандес Ордоньес (4 июля 1985 — 24 июня 1992);
- Хавьер Солана (24 июня 1992 — 18 декабря 1995);
- Карлос Вестендорп (18 декабря 1995 — 5 мая 1996);
- Абель Матутес (5 мая 1996 — 27 апреля 2000);
- Хосеп Пике-и-Кампс (27 апреля 2000 — 9 июля 2002);
- Ана Паласио (9 июля 2002 — 18 апреля 2004);
- Мигель Анхель Моратинос (18 апреля 2004 — 20 октября 2010);
- Тринидад Хименес (20 октября 2010 — 22 декабря 2011);
- Хосе Мануэль Гарсия-Маргальо (22 декабря 2011 — 4 ноября 2016);
- Альфонсо Дастис (4 ноября 2016 — 7 июня 2018);
- Жозеп Боррель — (7 июня 2018 — 30 ноября 2019);
  - Маргарита Роблес — (и. о. 30 ноября 2019 — 13 января 2020);
- Аранча Гонсалес Лайя — (13 января 2020 — 12 июля 2021);
- Хосе Мануэль Альбарес — (12 июля 2021 — по настоящее время).